# Herbert Vaughan
Herbert Alfred Vaughan (Gloucester, 15 de abril de 1832 – Londres, 19 de junio de 1903) fue un cardenal y arzobispo católico inglés.

## Biografía
Nacido en Gloucester el 15 de abril de 1832 de una familia católica por generaciones.
En 1866 fundó la Sociedad Misionera de San José de Mill Hill para la evangelización de las colonias británicas.

De 1868 a 1892 fue propietario del principal órgano de información de la comunidad católica inglesa, el semanal The Tablet.
Fue arzobispo de Westminster de 1892 a 1903.
El Papa León XIII lo elevó al rango de cardenal en el consistorio del 16 de enero de 1893.
Desde su posición, medió para que la Santa Sede revocase finalmente en 1895 la prohibición a los católicos de asistir a las universidades de Oxford y Cambridge, impuesta treinta años antes por la Congregación de Propaganda Fide.
Murió el 19 de junio de 1903 a la edad de 71 años, y sus restos están en la Catedral de Westminster.